# IBM Global Technology Services
IBM Global Technology Services (GTS) – dostawca usług informatycznych. Zatrudnia około 190 tys. specjalistów w ponad 160 krajach.
Usługi świadczone w ramach IBM Global Technology Services to:
- outsourcing IT
- usługi projektowania strategii i architektury informatycznej
- usługi optymalizacji środowisk użytkowników
- usługi bezpieczeństwa i poufności systemów informatycznych
- zintegrowane sieciowe usługi komunikacyjne
- usługi warstwy pośredniej
- usługi serwerowe
- usługi w zakresie pamięci masowych
- usługi serwisowe oraz usługi wsparcia technicznego
- usługi wyposażania ośrodków obliczeniowych
- usługi zapewniania ciągłości i bezpieczeństwa działania
- usługi edukacyjne i szkoleniowe